# Oléoduc Odessa-Brody
L'oléoduc Odessa-Brody (également connu sous le nom d'oléoduc Sarmatia) est un oléoduc de 674 kilomètres qui relie la ville d'Odessa, à la ville de Brody à la frontière entre la Pologne et l'Ukraine, toutes les deux en Ukraine. L'oléoduc est géré par UkrTransNafta.

## Histoire
L'oléoduc Odessa-Brody est un oléoduc de pétrole brut entre les villes ukrainiennes d'Odessa, au bord de la mer Noire, et Brody, près de la frontière ukraino-polonaise. Il est prévu d'étendre l'oléoduc à Płock et à Gdańsk en Pologne. L'oléoduc est exploité par UkrTransNafta, la société publique ukrainienne d'oléoducs. Jusqu'en  2004 il était inutilisé.
À la suite de la révolution orange et de l'élection de Yulia Tymoshenko comme Premier ministre qui, le 5 mars 2005, l'Ukraine s'oppose au projet de la Russie qui voulait que le pétrole s'écoule de Brody vers l'Europe.
Le 24 mars 2010, l'ambassadeur d'Ukraine en Biélorussie a proposé que l'oléoduc commence à fonctionner dans le sens inverse afin de livrer du brut vénézuélien aux raffineries biélorusses.
En mars 2020, l'Ukraine a repris le transport du pétrole de Brody vers la Biélorussie et la Pologne.